# Trimenia wallengrenii
Wallengren's Copper or Wallengren's Silver-spotted Copper (Trimenia wallengrenii) là một loài bướm ngày thuộc họ Lycaenidae. Nó là loài đặc hữu của Nam Phi.
Sải cánh dài 24–35 mm đối với con đực and 29–42 mm females. Con trưởng thành bay từ tháng 11 đến tháng 12. Có một lứa một năm.

## Phụ loài
- Trimenia wallengrenii wallengrenii (near darling in the West Cape)
- Trimenia wallengrenii gonnemoi Ball, 1994 (upper slopes of the Piketberg in the West Cape)